# Mine kære Koner
Mine kære koner er en dansk film fra 1943. Vi følger den feterede teaterskuespiller George Bergmanns komplicerede privatliv, evigt omgivet af sine fire eks-koner. Filmen er skrevet af Børge Müller og instrueret af Johan Jacobsen. Den pigeglade skuespiller og charmør Bergmann spilles med vanlig fryd af Gunnar Lauring, og blandt hans tidligere hustruer finder vi underskønne damer som Betty (Beatrice Bonnesen) og Louise (Karin Nellemose), mens den seneste udkårne er en ung opportunistisk aktør aspirant ved navn Hanne Reimer (Ingeborg Brams) der læser hos mesteren selv blot for derved at kunne komme stjernen ("navnet og positionen") nær. Johannes Meyer og Maria Garland er det ambitiøse pigebarns bekymrede forældre. Det hele er en ganske vellykket og underholdende komedie fra, unægtelig dansk films absolutte guldalder, 1940'erne.

## Medvirkende
- Gunnar Lauring, George Bergmann, skuespiller
- Beatrice Bonnesen, Betty, Georges første kone
- Randi Michelsen, Irene, Georges anden kone
- Nina Kalckar, Philippa, Georges tredje kone
- Karin Nellemose, Louise, Georges fjerde kone
- Ingeborg Brams, Hanne Reimer, skuespilleraspirant
- Tavs Neiiendam, Dr. Weber, Bettys nye mand
- Helge Kjærulff-Schmidt, Løjtnant Dalby, Irenes nye mand
- Gunnar Lemvigh, Grosserer Heiberg, Philippas nye mand
- Edvin Tiemroth, Ingeniør Thorsen, Louises nye forlovede
- Johannes Meyer, Departementschef Reimer, Hannes far
- Maria Garland, Hannes mor
- Carl Fischer
- Asbjørn Andersen, Noldi, teaterinstruktør
- Henry Nielsen, Teaterhåndværker